# Delray Beach International Tennis Championships 2001
Il Delray Beach International Tennis Championships 2001 è stato un torneo di tennis giocato sul cemento.
È stata l'10ª edizione del Delray Beach International Tennis Championships, che fa parte della categoria International Series nell'ambito dell'ATP Tour 2001.
Si è giocato al Delray Beach Tennis Center di Delray Beach in Florida, dal 5 marzo al 12 marzo 2001.

## Campioni

### Singolare
Jan-Michael Gambill ha battuto in finale  Xavier Malisse con il punteggio di 7–5, 6–4

### Doppio
Jan-Michael Gambill /  Andy Roddick hanno battuto in finale  Thomas Shimada /  Myles Wakefield con il punteggio di 7–5, 6–4